# 가즈트랑스포르&테크니가즈
가즈트랑스포르&테크니가즈(Gaztransport & Technigaz SA, 약칭 GTT)는 프랑스 상레미레세브루즈에 본사를 둔 프랑스 다국적 선박공학 회사이다.
GTT 그룹으로 거래되는 이 회사는 전 세계 액화가스의 운송과 저장에 전념하는 멤브레인 방벽 시스템을 전문으로 하는 엔지니어링 조직이다. GTT는 액화가스 산업, 특히 액화천연가스(LNG)를 위한 여러 솔루션을 개발하고 특허를 취득했다. 이 회사는 LNG를 위한 해상 격리 탱크의 유일한 공급자이다.
현재 회사는 1994년 경쟁사인 가즈트랑스포르(Gaztransport SA)와 테크니가즈(Technigaz SA) 사이의 합병을 통해 설립되었다.
2014년 2월 27일 GTT 그룹은 유로넥스트 파리 증권거래소에 상장되었다.

## 역사
1950년대에 유럽 기업들은 알제리 가스를 사하라에서 유럽으로 운송할 수 있는 솔루션을 찾고 있었다. 북아프리카 파이프라인에 대한 아이디어는 당시 불안정한 지역 사정으로 인해 폐기되었으며, 이로 인해 LNG 운반선의 극저온 액체 형태로 해상으로 가스를 운송하는 첫 번째 붐이 발생했다.
1962년 에비앙 협정 이후, 프랑스는 알제리 오랑과 프랑스 사이의 항로에서 운항하기 위해 최초의 LNG 운반선인 쥘베른호(Jules Verne)를 구입했다. 영국은 이미 이 시기에 두 척의 선박을 보유하고 있었다.
가즈트랑스포르(Gaztransport)와 테크니가즈(Technigaz)는 모두 이러한 역사적 맥락에서 일어난 혁신의 결과로 등장했다. 1963년 가즈 드 프랑스(Gaz de France)와 NYK 라인이 공동으로 소유한 회사인 가즈오션(Gazocean)은 새로운 LNG 운송 기술 개발을 담당하는 테크니가즈라는 자회사를 설립했다. 1964년에 테크니가즈는 1968년에 수여된 “소위 멤브레인 탱크를 위한 벽판”에 대한 특허를 신청했고, ‘마크원 격리 시스템’(Mark I))의 개발로 이어졌다. 1968년과 1979년 사이에, 열두 개의 LNG 운반선이 테크니가즈의 〈마크원〉 기술을 사용하여 건설되었다. 1983년 테크니가즈는 앰렙(Amrep Group)에 매각되었고, 이후 1984년에 파산하여 부이그 그룹에 인수되었다. 1994년 테크니가즈는 가즈트랑스포르와 합병되어 가즈트랑스포르 & 테크니가즈를 설립했다.
가즈트랑스포르는 1966년 1월 10일에 설립되었다. 1967년 일본으로 가스 수입 계약을 맺은 필립스 석유와 마라톤 오일은 스웨덴의 코쿰스 조선소에 건설된 두 개의 LNG 운반선인 ‘폴라 알래스카’(Polar Alaska)와 ‘아크틱 도쿄’(Arctic Tokyo)를 주문했다. 이 배들은 45년 동안 계속 운영되었다. 1969년에 폴라 알래스카가 진수되었고, 1969년과 1978년 사이에, 열 개의 LNG 운반선이 가즈트란스가 개발한 NO 시스템을 사용했다. 1994년 가즈트랑스포르는 테크니가즈와 테크니가즈 조선과 합병하여 가즈트랑스포르 & 테크니가즈를 설립했다.
러시아가 2022에서 우크라이나를 침공한 후, 회사는 많은 주요 회사가 러시아에서 철수하는 경우에도 러시아 고객에게 서비스를 계속 제공했다.

## 회사

### 주주
2021년 5월 현재주주는 다음과 같다:
| 주주                        | 주식비율 |
| --------------------------- | -------- |
| ENGIE SA                    | 30.4%    |
| 인베스코 어드바이저스, Inc. | 2.73%    |
| 뱅가드 그룹                 | 1.89%    |
| 블랙록 펀드 어드바이저      | 1.78%    |
| 노르웨이 중앙은행 투자 관리 | 1.68%    |
| DNCA 파이넌스 SA            | 1.63%    |
| 오스트럼 자산 관리 SA       | 1.52%    |
| Artisan Partners LP         | 1.49%    |
| 아문디 자산 관리 SA         | 1.27%    |
| 허드슨 글로벌 투자 Ltd.     | 1.10%    |

### 자회사
2021년 4월 현재 자회사는 다음과 같다.
| 자회사            | 지분율 |
| ----------------- | ------ |
| GTT North America | 100%   |
| Cryovision        | 100%   |
| GTT Training      | 100%   |
| GTT SEA PTE       | 100%   |
| Ascenz            | 75%    |
| Marorka           | 100%   |
| Ose Engineering   | 100%   |
| Elogen            | 99,78% |
| GTT Russia        | 100%   |

## 핵심 기술

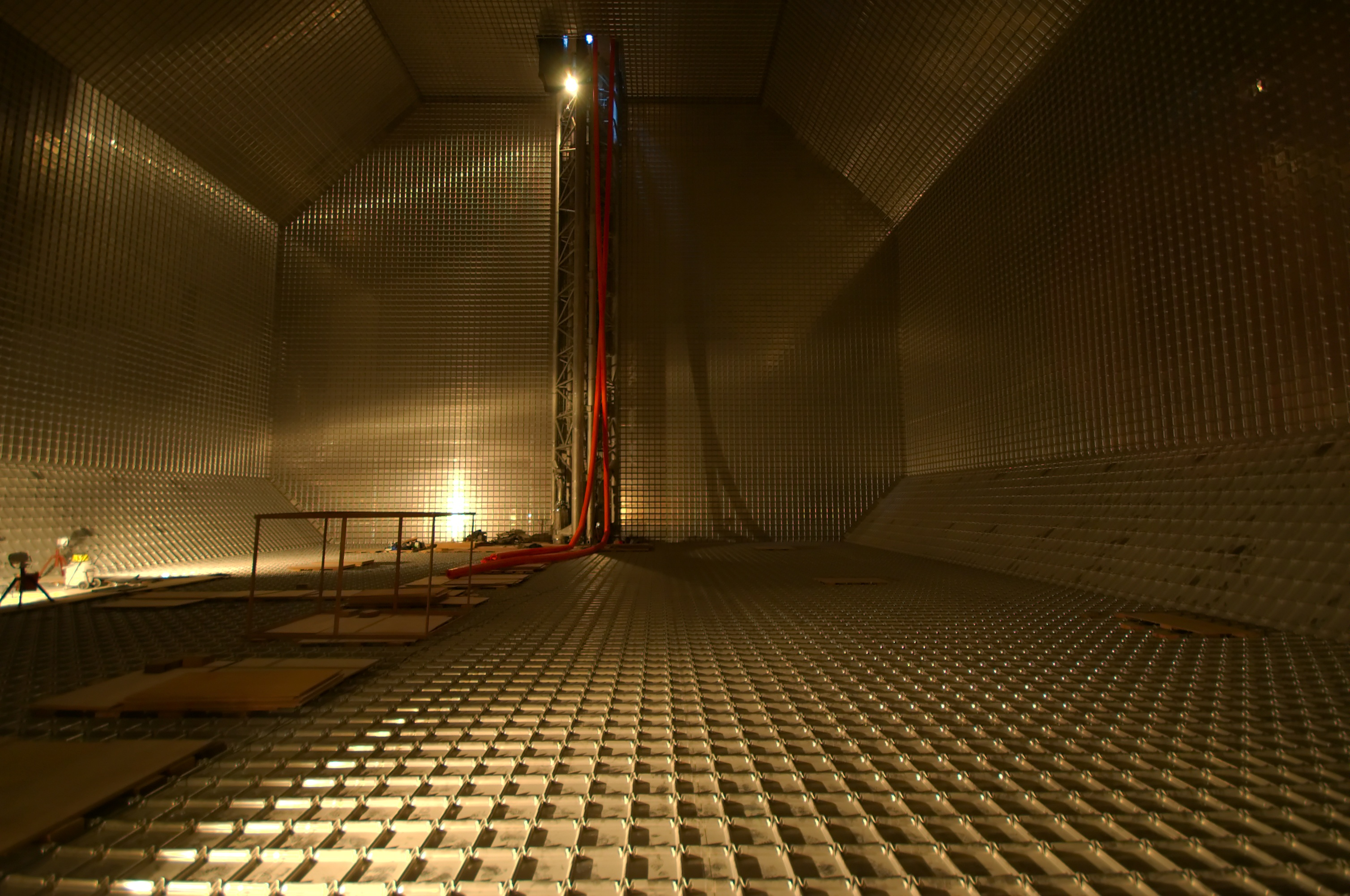
LNG 멤브레인 탱크 내부

액화천연가스(LNG)를 저장 및 운송하기 위해서는 -163°C의 액체 가스를 선박의 선체로부터 분리하고 증발을 줄이기 위해 덮개 또는 멤브레인 시스템이 필요하다.
GTT는 창립 회사로부터 마크원과 NO 기술 특허를 물려받았으며, 이후 이러한 기술을 현재의 형태로 개발했다.
- 마크3 시스템은 (합병 전) 테크니가즈의 핵심 기술이다. 완전한 보조 멤브레인을 포함한 조립식 절연 패널 위에 위치한 1차 금속 멤브레인(박막)으로 구성된 멤브레인 기반 극저온 운반선을 사용한다. 멤브레인은 선박의 내부 선체에 의해 직접 지지된다.
- NO96 시스템은 (합병 전) 가즈트랑스포르의 핵심 기술이다.  선박의 내부 선체에 의해 직접 지지되는 극저온 라이너인 멤브레인 시스템으로 구성된다. 이 라이너에는 두 개의 동일한 금속 멤브레인과 두 개의 독립적인 절연 층이 포함되어 있다.
- NO96 맥스 시스템은 낮은 증발과 시스템 강도 사이의 절충안을 제공하여 열역학적 효율성을 향상시킨다.

또한 GTT는 GTT MARS라는 액화석유가스(LPG)의 운송을 위해 특별히 새로운 기술을 개발했다.
2020년 6월 프랑스 국립 산업 재산 연구소(National Institute of Industrial Property)는 58건의 특허가 출원된 주요 기업 목록에서 GTT를 1번째로 선정했다.

## 갤러리
MOSS형을 제외하고, 모두 GTT가 특허를 보유하고 있다.

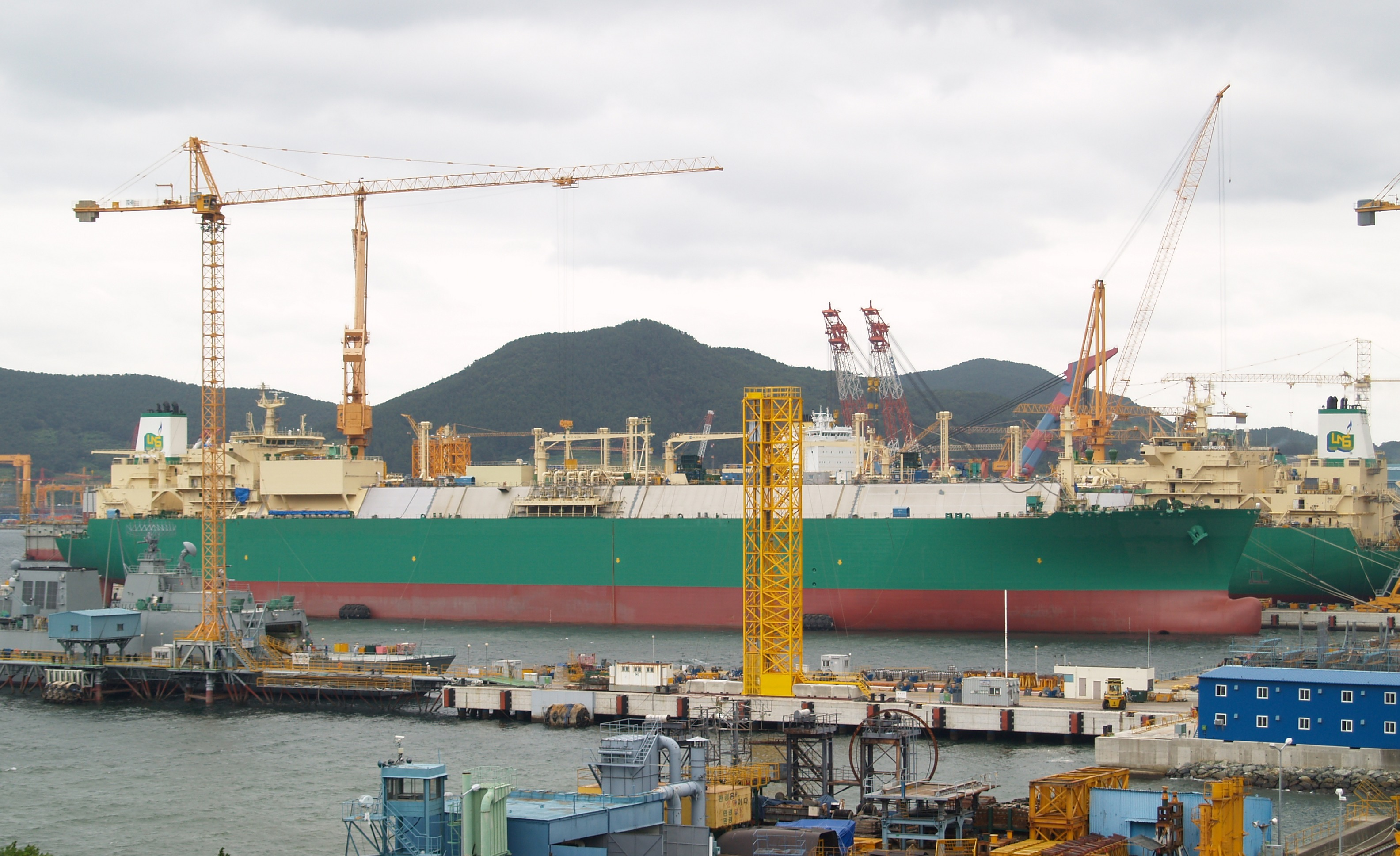
대우조선의 NO96 시스템 LNG 운반선
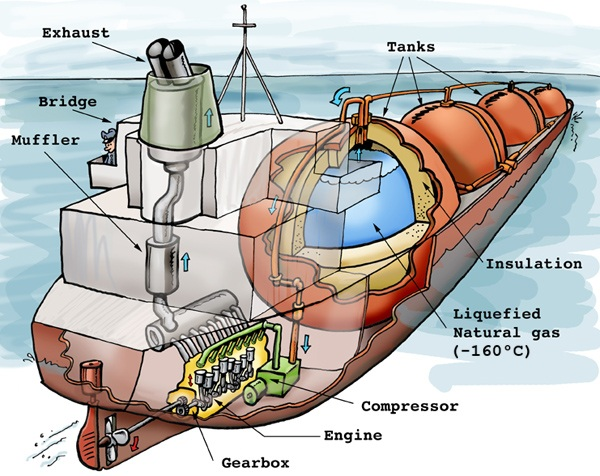
일본 등에서 많이 사용하는 MOSS형 LNG 운반선
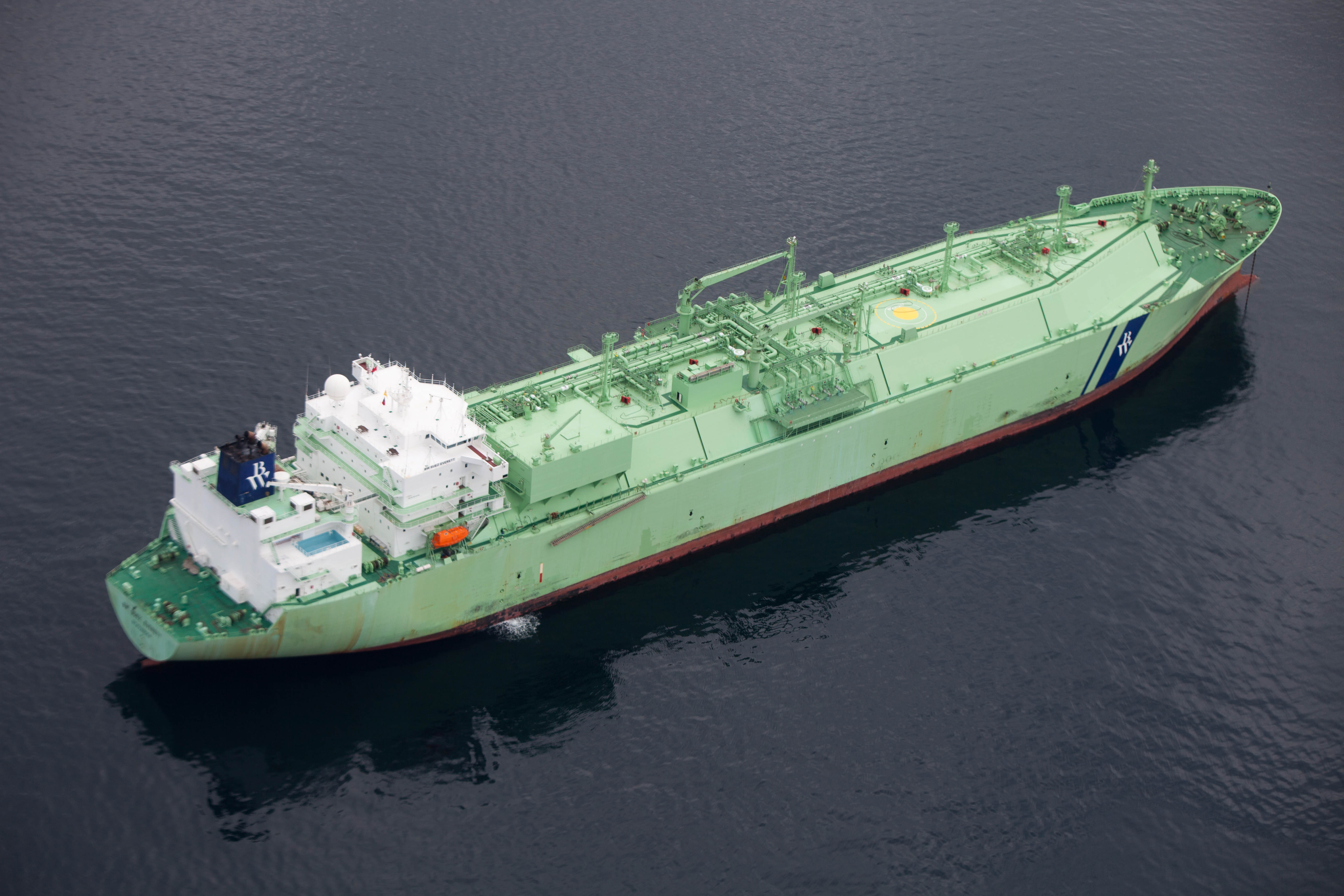
마크3형 노르웨이 LNG 운반선, BW Suez Everett
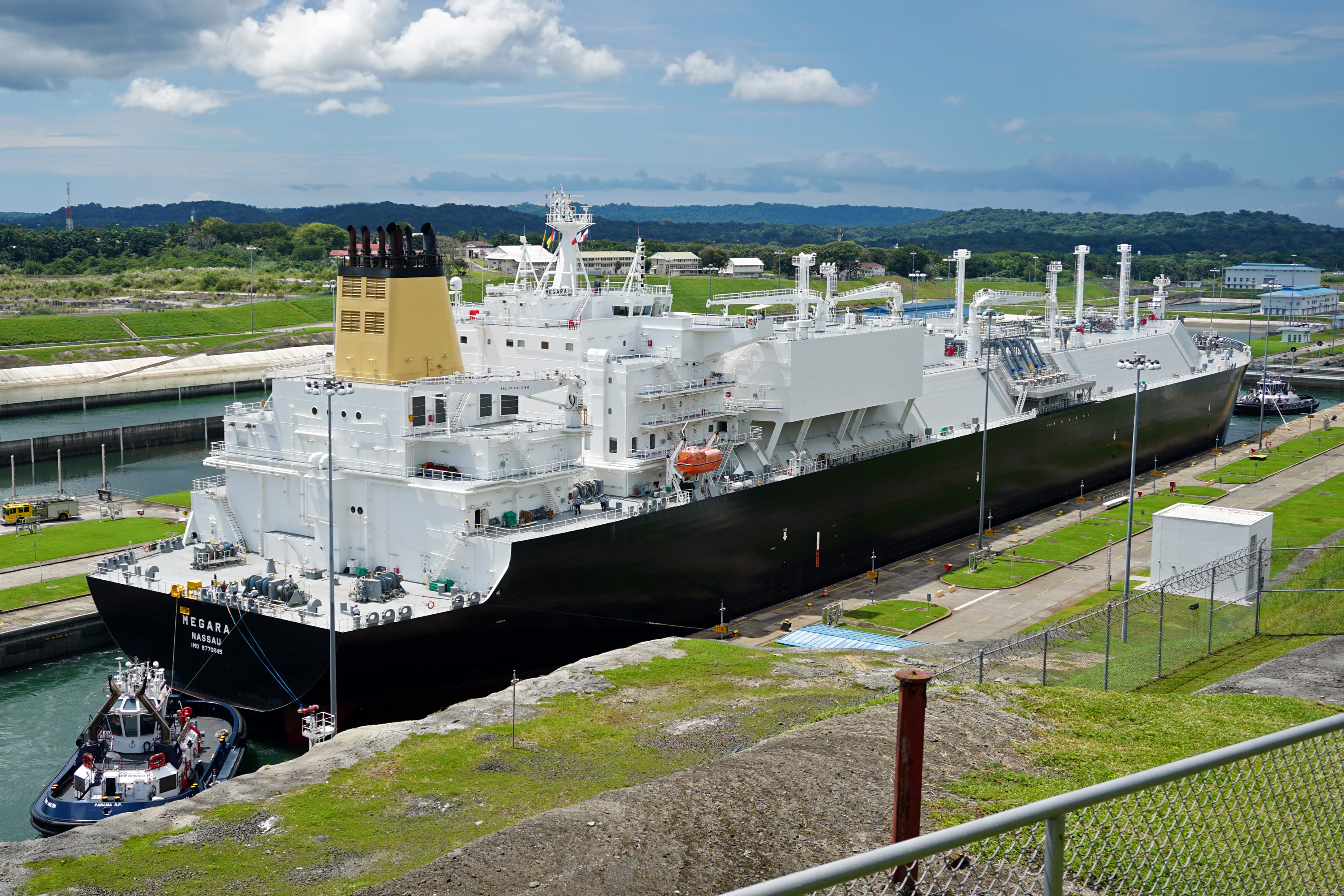
파나마 운하를 통과하는 마크3형 메가라(Megara)

## 같이 보기
- LNG선